# Aloe kniphofioides
Aloe kniphofioides é uma espécie de liliopsida do gênero Aloe, pertencente à família Asphodelaceae.